# Schröderheim
Schröderheim  (uttalat [skröderhejm]) är en svensk adelsätt, ursprungligen från Mecklenburg och hette då Schröder. Släkten adlades 1759 som ätt nummer 2046B.